# 法拉利F50
法拉利F50（型號F130）是一款由意大利汽車製造商法拉利於1995-1997年間限量生產的中置引擎超級跑車。跑車為紀念法拉利車廠創立50週年已發展的雙門雙座跑車（即意大利語稱作 Berlinetta）。跑車配備4.7公升自然吸氣Tipo F130BV12 引擎作為動力來源。此副引擎乃發展自1990年參與一級方程式賽事的法拉利641賽車上的3.5公升 V12 引擎。 車身設計則脫胎自法拉利在1989年推出的概念車法拉利 Mythos。 總產量為349台，兩台為右駕。

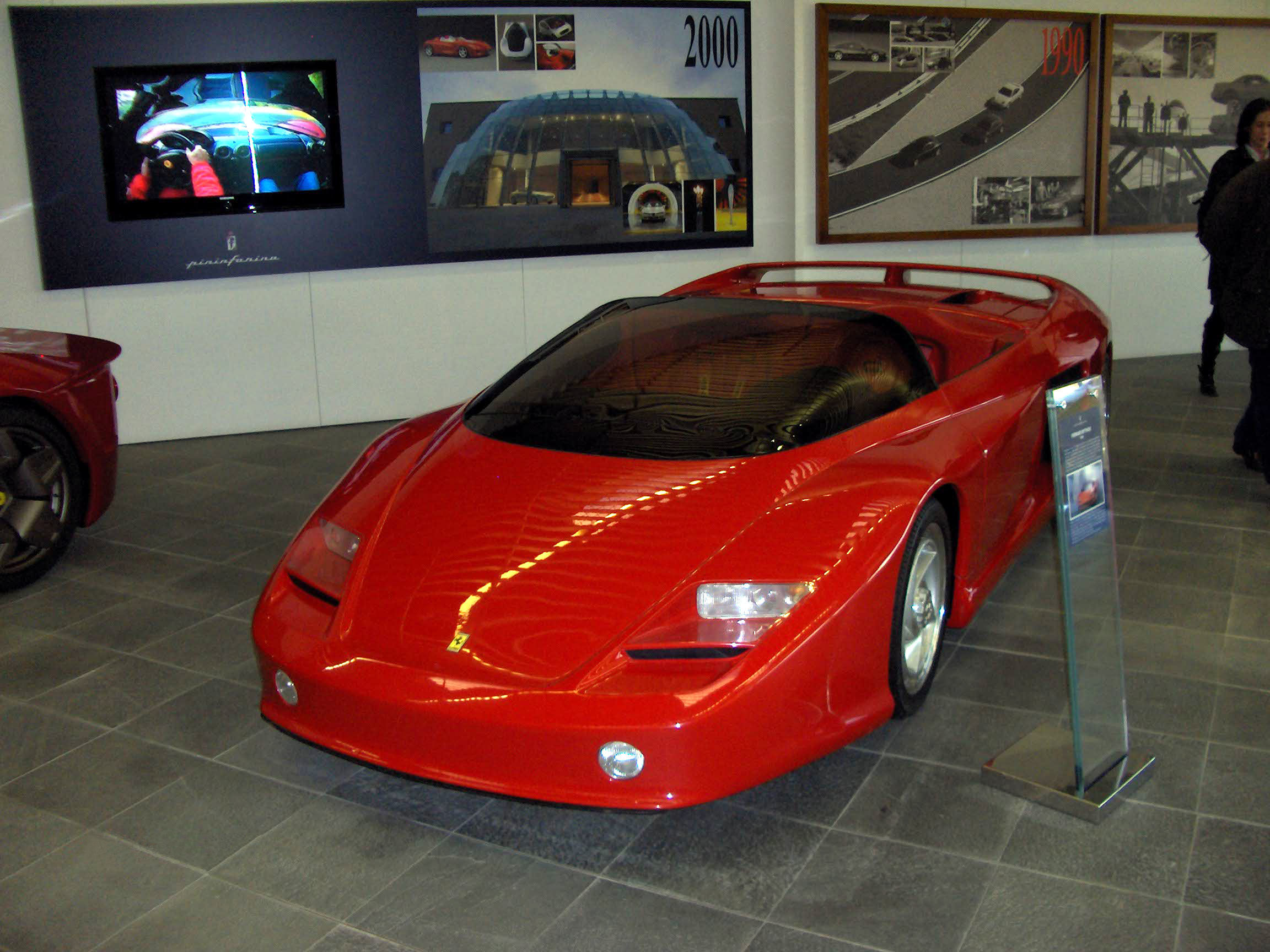
法拉利在1989年推出的概念車法拉利 Mythos

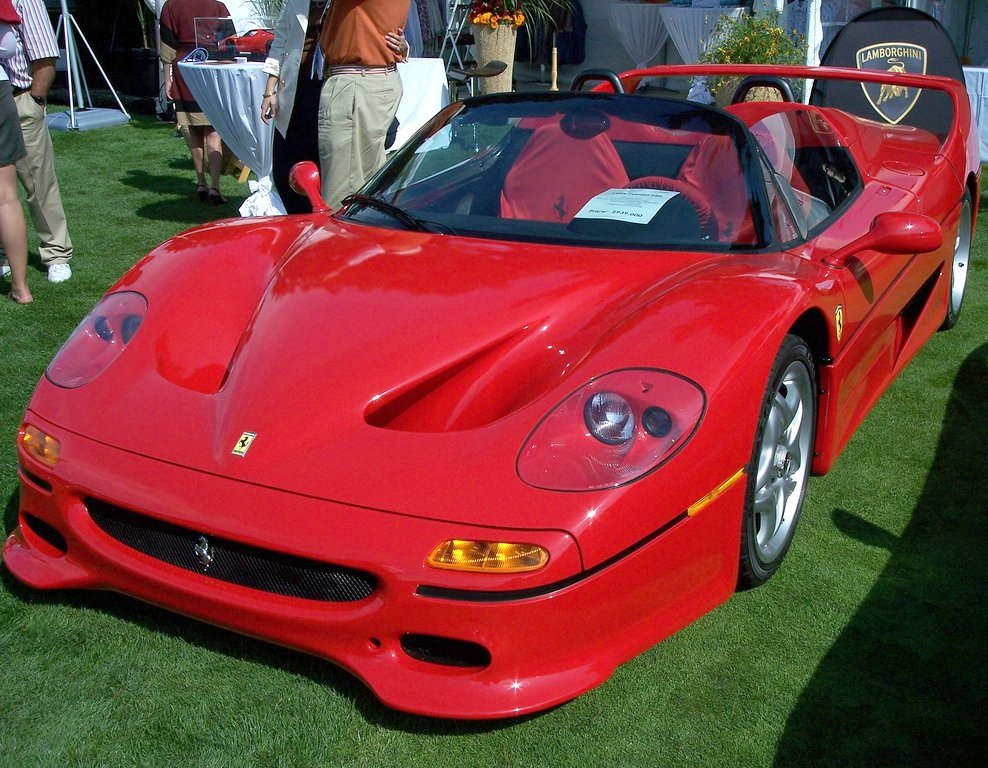
法拉利F50為雙門雙座跑車（意大利語稱作 Berlinetta）佈局。

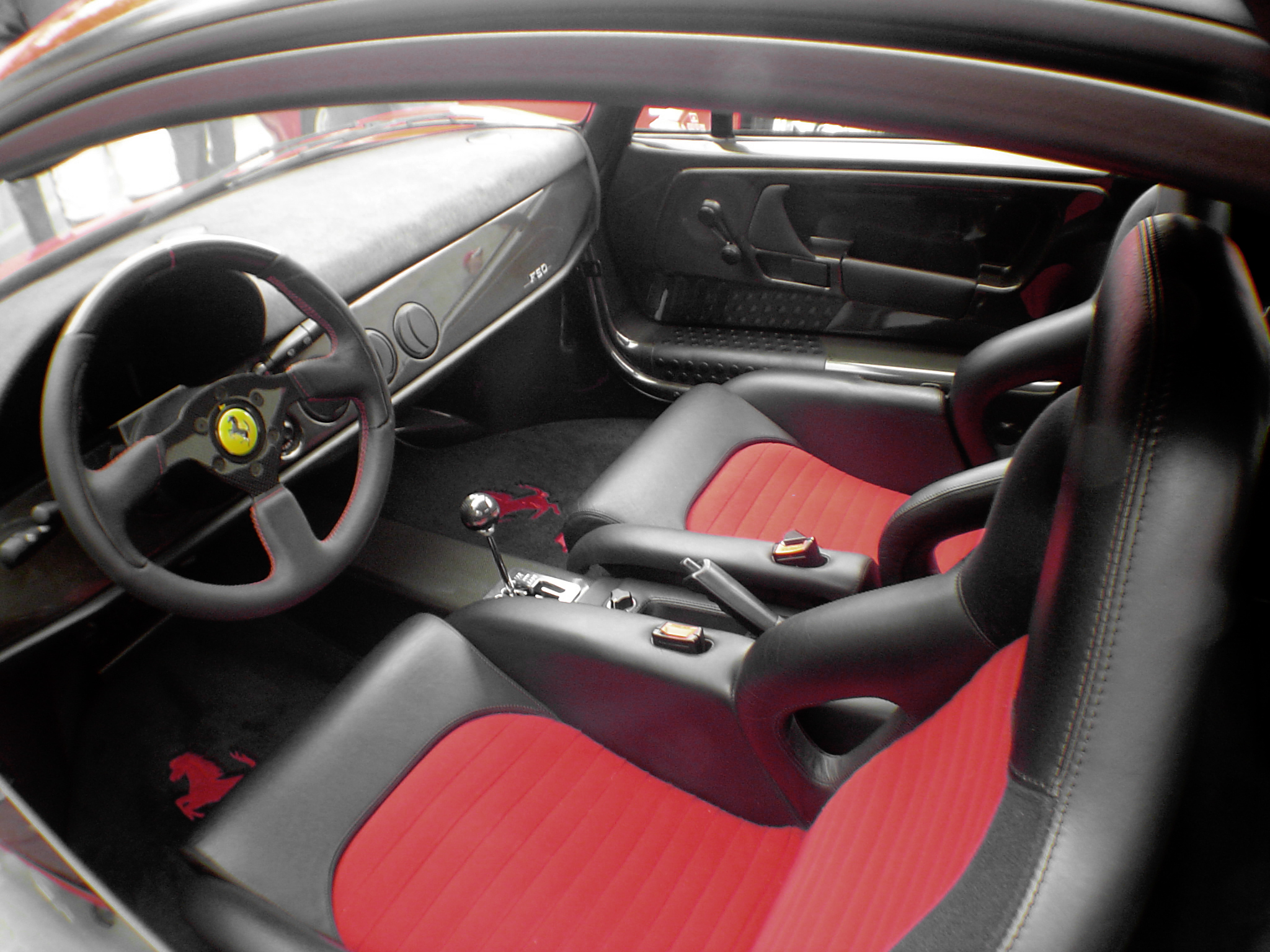
法拉利F50 駕駛座。